# Смерть Дракули (фільм, 1921)
«Дракула» або «Смерть Дракули» (угор. Drakula halála) — угорський німий короткометражний фільм жахів режисера Карой Лайтая (1885—1945), випущений у 1921 році. Фільм не є адаптацією роману ірландського письменника Брема Стокера «Дракула», але розповідає про вигаданого ним вампіра. Фільм вважається першою екранізацією «Дракули», але в низці джерел згадується можливо не збережена до наших днів екранізація, знята в Росії у 1920 році. «Смерть Дракули» було знято в 1921 році, прем'єра фільму в Угорщині відбулась у 1923-му.
Роль Дракули виконав австрійський актор Пауль Асконас, головну героїню Мері Ленд зіграла Маргіт Люкс. В якості виконавиці головної ролі деякі джерела вказують сербську актрису Лене Мил, але на всіх збережених кадрах з фільму фігурує Маргіт Люкс. Одним зі сценаристів фільму виступив Майкл Кертіс, який у 1926 році перебрався до США, ставши згодом володарем премії «Оскар».
Фільм вважається втраченим, збереглися лише декілька кадрів. У 1924 році на основі фільму Лайош Панчель випустив повість, за якою можна скласти уявлення про його зміст.

## Сюжет на підставі повісті

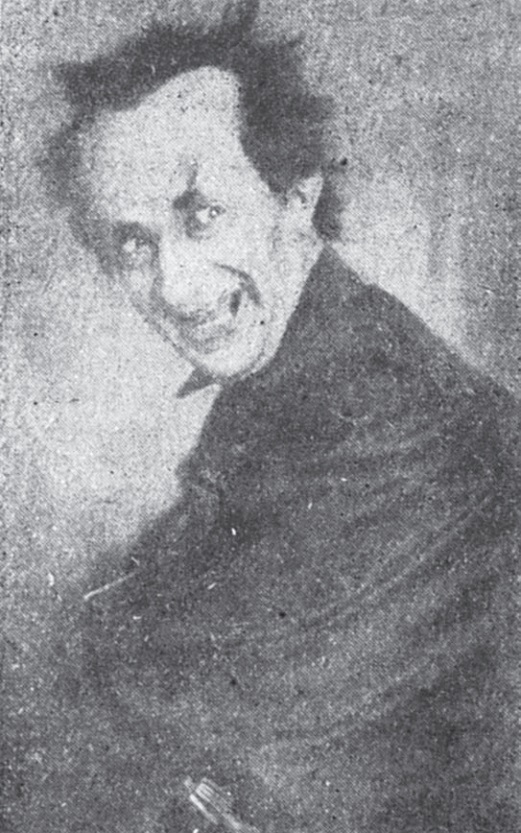
Фотографія з угорського кіножурналу 1921 року. Пауль Асконас у ролі Дракули

Шістнадцятирічна бідна швачка Мері Ленд живе в невеликому альпійському селі, загубленому в засніжених горах. Раптова хвороба нещодавно позбавила її матері, засмучений горем вітчим збожеволів і перебуває в психіатричній лікарні. Від щотижневих візитів дочки йому стає трохи легше. Мері небайдужа до Джорджу Марлупа — хороброго лісничого, який проживає в сусідньому селі. Закохані зустрічаються, а потім разом прикрашають різдвяну ялинку. Несподівано Мері отримує лист від доктора Фейнера — директора та головного лікаря психіатричної лікарні, в якому говориться, що стан її батька погіршав. Мері з Джорджем опівночі вирушають молитися про зцілення містера Ленда в маленьку каплицю. Після служби Джордж проводжає Мері, цілує свою кохану і йде до себе додому.
Пізніше Доктор Тіллнер, проводить Мері, щоб вона могла побачитися з батьком. У цей час молода швачка лякається тіней, які віддалено нагадують людські і повільно наближаються до неї. Вийшовши з тіні, високий, виснажений чоловік з густим волоссям і «обличчям, схожим на Вельзевула», пильно дивиться на Мері чорними хижими очима. За словами доктора Тіллнера, цей чоловік був талановитим музикантом, але збожеволів і тепер постійно ходить у чорному плащі, навіть спить не знімаючи його. Тіллнер визнає, що не може вилікувати дивного хворого. Долаючи свій страх, Мері підходить до чоловіка, який похмуро посміхається їй. Вона намагається оживити свої шкільні спогади п'ятирічної давності і розуміє, що він дуже схожий на музиканта, який навчав її співати. Мері намагається заговорити з ним: «Спробуйте згадати майстер… я була там, в другому ряду… ви гладили моє волосся на знак схвалення…». Гаданий музикант каже, що не пам'ятає про це і з гордістю заявляє, що він «безсмертний Дракула» який живе вже понад тисячу років. Приголомшену цією зустріччю дівчину викрадають два пацієнти, які думають, що вони лікарі. Вони прив'язують дівчину до столу і хочуть провести їй операцію на очах, але в кімнату вриваються справжні лікарі і розв'язують Мері. Потім вони відводять її в кімнату до вітчима і він помирає у неї на руках.
Мері Ленд ночує в лікарні і їй сниться страшний сон. Учитель музики, який тепер називає себе Дракулою, викрадає її і приводить у свій замок. Дванадцять наречених збираються навколо неї і супроводжують дівчину на церемонію одруження. Мері розуміє, що вона буде новою нареченою Дракули. В останній момент Мері піднімає розп'яття, яке вона носить на шиї. «Хрест! Хрест!» — кричить Дракула і відступає. Мері вибігає з замку в ліс. Замерзлу Мері знаходять добрі жителі села та викликають лікаря. Поки вона знаходиться на грані між життям і смертю, до її ліжка наближається Дракула і починає гіпнотизувати її. У село приїжджає лікар, викликаний жителями, і допомагає Мері вийти з трансу. Вона різко встає, на підлогу падає лампа і весь будинок загоряється, а дівчина знову вибігає на вулицю і прокидається в лікарні. Мері не може зрозуміти: це був лише сон чи реальність.
В цей час божевільні пацієнти грають у саду лікарні. «Веселий чоловік» в гостроверхій шапці і товстих окулярах, знайшов заряджений пістолет. Він націлює його на Дракулу, який, бачачи шанс довести своє безсмертя, просить чоловіка з пістолетом натиснути на курок. Лунає постріл, куля влучає в серце, з рани ллється кров і залишає яскравий слід на снігу. Мері стає краще, до неї приїжджає її наречений Джордж, що б забрати дівчину додому. Вони бачать, як на ношах виносять тіло Дракули. З кишені покійного випадає зошит, який називається «Щоденник мого безсмертного життя і пригод». Мері не хоче бачити щоденник, а Джордж викидає його. Мері так і не розповідає коханому про своє видіння і досі не може зрозуміти, була це реальність чи просто сон.

## Історія створення і виробництво
|                                                                              |  |
| Портрет Карой Лайтая намальований невідомим художником і фотографія режисера |  |

### Підготовка
Фільм «Смерть Дракули» був німим, як всі фільми того ж періоду. Він не має схожості з романом Брема Стокера «Дракула». Сучасний журналіст Панзель Луї пише про фільм «Смерть Дракули»:
Є фантастичний художній фільм. Крім того, німий фільм 1924 року. Фільм, ймовірно, є модифікованою версією оригінальної історії роману Брема Стокера «Дракула».
"Носферату. Симфонія жаху", знятий у 1923 році Фрідріхом Вільгельмом Мурнау в Німеччині, увійшов в історію як перша екранізація роману «Дракула», при цьому режисер не зміг отримати права на екранізацію книги від вдови письменника. Довгий час не було ніякого документального підтвердження того, що фільм «Смерть Дракули» існував. Але в 1994 і 1996 роках у Будапештській національній бібліотеці було виявлено кадри і рекламні статті фільму. Завдяки цій знахідці так само вдалося дізнатися, що постановником фільму був угорський режисер Карой Лайтай (1885—1945), який за всю кар'єру зняв близько тридцяти фільмів, жоден з яких не зберігся, а цей є одним з останніх фільмів режисера. За словами Карой Лайтая, сценарій він написав 1920 року. За словами актриси Марії Сепеш яка знімалася у фільмі Лайтая «Фрейліна» (1923), але «Смерть Дракули» не бачила — «…це не міг бути дуже хороший фільм (про „Смерть Дракули“). Він (Лайтай) був сповнений обіцянок, і нічого більше.» Так вона згадує про знайомство з режисером: «Лайтай був сповнений обіцянок про те, що його наступний фільм буде мати величезний успіх. Він був відмінним базікою… Він більше був зацікавлений кіньми, випивкою і жінками, ніж спробами поставити хорошу сцену.»

### Вихід фільму

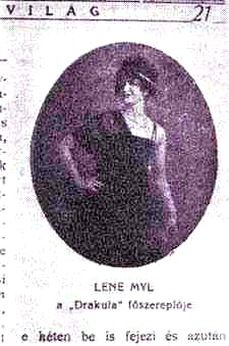
Фотографія з угорського кіножурналу 1921 року з інформацією про те, що у фільмі знімалася Лене Мил

Над виробництвом фільму «Смерть Дракули» працювали студії трьох країн: Угорщини, Австрії та Франції. Продюсувала фільм компанія Lapa Film Studio, а знімання відбувалося в Будапешті на студії Corvin Filmgyár. Режисером став угорець Карой Лайтай. Серед акторів були австрійці: Пауль Асконас в ролі Дракули і Карл Гетц, інші актори і команда були угорцями. Газетні статті тих часів підтверджують що прем'єра фільму відбулася у Відні, в лютому 1921 року, в головній ролі була вказана австрійська актриса Лене Мил, але в 1923 році під час показу фільму в Будапешті в якості виконавиці головної ролі значиться угорська актриса Маргіт Лукс. Ймовірно згодом режисер перезняв окремі сцени і можливо скоротив фільм замінивши головного жіночого персонажа, на актрису Маргіт Лукс. Плакат фільму не зберігся, але вампір на обкладинці книги з адаптацією сценарію дуже схожий на актора Пауля Асконаса в гримі Дракули. Це дає підставу вважати, що і плакат фільму був з таким самим малюнком. На малюнку вампір зображений з іклами, але чи показувалися ікла вампіра у фільмі, не відомо.
Філолог, критик і кінознавець Гарі Д. Родес стверджує, що після весни 1923 року фільм зник з угорських та австрійських залів, і про нього нічого не було відомо. У той час як кінознавець Джон Л. Флінн більше схиляється до версії про те, що фільм був втрачений після Другої світової війни. Від фільму до наших днів дійшли тільки два кадри і один портрет актора Пауля Асканоса в гримі, в образі Графа Дракули. Кінознавець Джене Фаркас в 1997 році знайшов у Національній бібліотеці в Угорщині книгу під назвою «The Death of Drakula», яку було випущено в 1924 році. Текст книги є адаптованим сценарієм фільму. За версією Гарі Д. Родеса книга називалася «Drakula halála» і вона була видана в Тімішоарі, а написанна угорським письменником і сценаристом Лайошем Панчелем. Родес висуває гіпотезу про те, що сюжет переписувався і про можливість існування іншого видання до 1924 року, датованого 1921—1923 роками, однак офіційного підтвердження цьому немає. Над сценарієм фільму працював сам режисер Карой Лайтай, а також Міхай Кертес Камінер, який згодом емігрував до США і прославився як режисер під псевдонімом Майкл Кертіс, отримавши Оскар за кращу режисуру, за фільм «Касабланка» і знявши за свою кар'єру понад 170 фільмів. Ще до роботи над «Смертю Дракули» Кертіс зняв фільм «99» (1918), в якому йому вдалося попрацювати з угорським актором Белою Лугоші, який згодом прославився своєю роллю Дракули в однойменному фільмі студії Universal в 1931 році і зробив свій образ графа культовим і класичним.

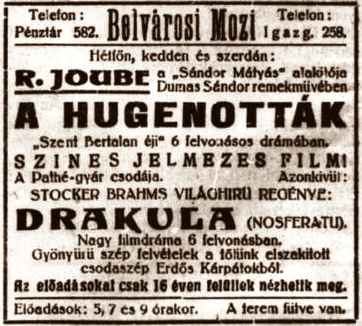
Інформація про показ фільму в 1922 році.
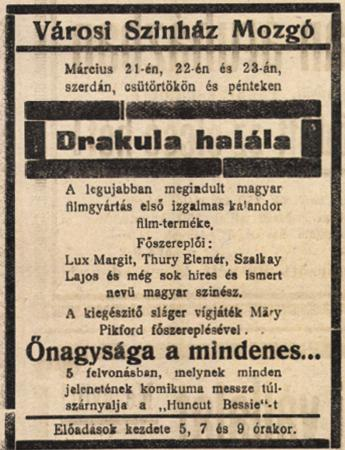
Інформація про перший показ фільму 21 березня 1923 року в місті Естергом, що за 65 миль на північ від Будапешта.
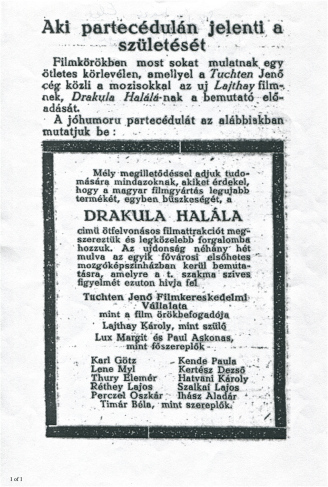
Оголошення з журналу, що рекламує фільм.

## Кадри з фільму

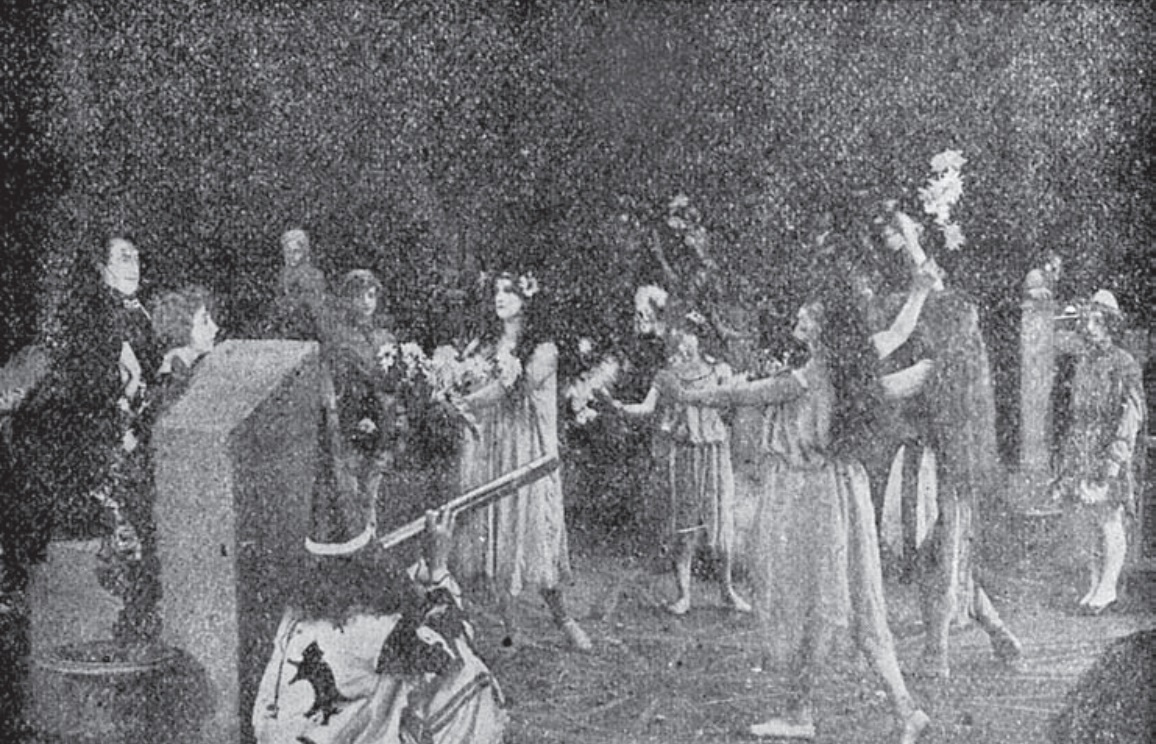
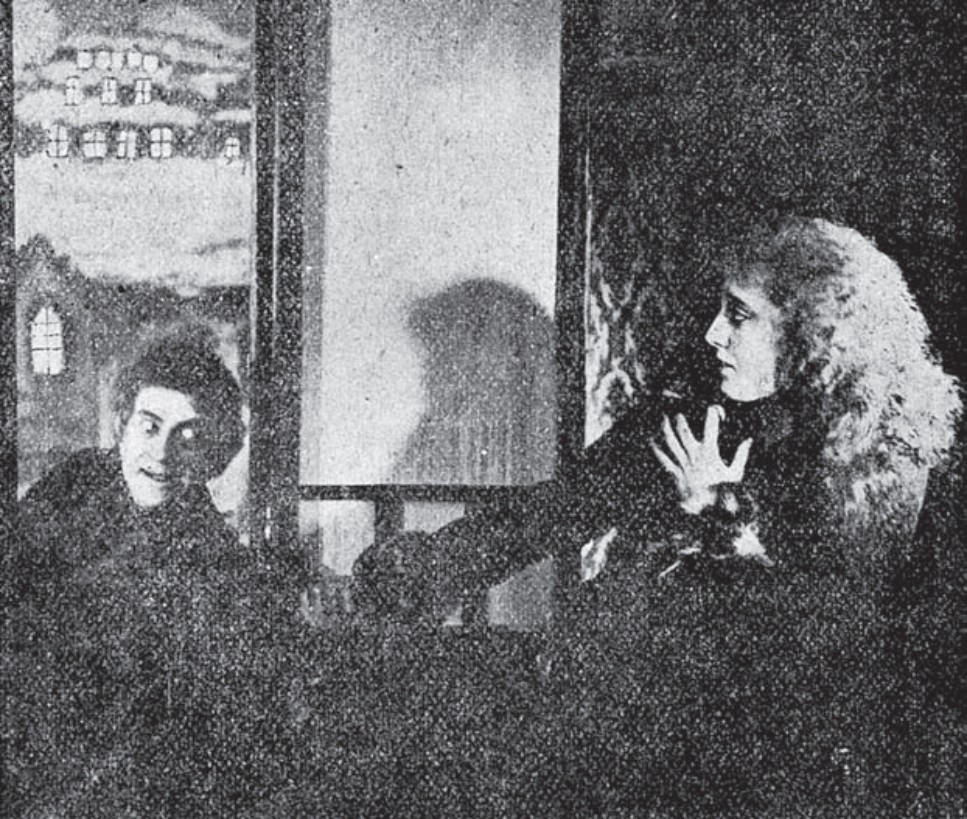

## В ролях
| Актор             | Актор (угор.)      | Роль                       | Роль (англ.)                   |
| ----------------- | ------------------ | -------------------------- | ------------------------------ |
| Пауль Асконас     | Paul Askonas       | Граф Дракула               | англ. Cont Dracula             |
| Карл Гетц         | Carl Goetz         | смішний чоловік            | англ. Funnyman                 |
| Карой Гатвані     | Károly Hatvani     |                            |                                |
| Анна Марі Гегенер | Anna Marie Hegener |                            |                                |
| Аладар Іхас       | Aladár Ihász       | помічник смішного чоловіка | англ. The funnyman's assistant |
| Паула Кенде       | Paula Kende        |                            |                                |
| Деже Кертес       | Dezsö Kertész      | Джордж                     | англ. George                   |
| Маргіт Лукс       | Margit Lux         | Мері                       | англ. Mary                     |
| Лене Мил          | Lene Myl           | Мері Ленд                  | англ. Mary Land                |
| Оскар Перцель     | Oszkár Perczel     |                            |                                |
| Лайош Ретей       | Lajos Réthey       | підставний лікар           | англ. The fake-doctor          |
| Магда Соня        | Magda Sonja        |                            |                                |
| Лайош Салькаї     | Lajos Szalkai      |                            |                                |
| Елемер Тури       | Elemér Thury       | Лікар                      | англ. Doctor                   |
| Бела Тимар        | Béla Tímár         |                            |                                |

## Прем'єри фільму
| Країна          | Дата виходу                 | Назва             |
| --------------- | --------------------------- | ----------------- |
| США             | Офіційної дати виходу немає | Dracula's Death   |
| Німеччина       | Березень 1922               | Dracula's Death   |
| Австрія         | Лютий 1921                  | Drakulanın ölümü  |
| Велика Британія | Офіційної дати виходу немає | Dracula's Death   |
| Угорщина        | 14 квітня 1921              | Drakula halála    |
| Росія           | Офіційної дати виходу немає | Смерть Дракулы    |
| Туреччина       | Офіційної дати виходу немає | Drakula'nın Ölümü |
| Білорусь        | Офіційної дати виходу немає | Сьмерць Дракулы   |